# Le dernier pour la route
Le dernier pour la route ist ein französisches Filmdrama von Philippe Godeau aus dem Jahr 2009. Es beruht auf dem gleichnamigen Roman von Hervé Chabalier.

## Handlung
Hervé Chabalier ist Inhaber einer Pariser Presseagentur und seit Jahren Alkoholiker. Nun begibt er sich für fünf Wochen in die Entziehungsanstalt La Roselière, um von der Sucht loszukommen. Er teilt sich das Zimmer mit Pierre, der bereits einige Wochen in Behandlung ist und immer wieder Witze über die Lage aller macht. Hervé und Pierre sind wiederum Teil einer Therapiegruppe, die gemeinsam an Therapiesitzungen teilnehmen und auch gemeinsam ihre Freizeit verbringen. Nimmt Hervé zunächst stumm an den Sitzungen teil und nimmt manche Rituale eher befremdet zur Kenntnis, akzeptiert er schon bald seine Abhängigkeit vom Alkohol. Er lernt, sich in der Gruppe ein- und auch unterzuordnen.
Eines Tages stößt die junge Magali zur Gruppe dazu. Hervé kann nicht glauben und verstehen, dass sie mit 23 Jahren tatsächlich Alkoholikerin ist. Als alle in einer Therapiesitzung einem Partner ihre schlimmsten, alkoholverursachten Momente erzählen sollen, gibt Magali vor Hervé vor, ihm eine Lügengeschichte zu erzählen, berichtet von einer betrunkenen Nacht, Sex mit einem alten Mann und der Ausnüchterung in einer Polizeizelle. Hervé muss die Geschichte vor der Gruppe wiederholen, erzählt sie unbewegt und meint, dass sie Unsinn sei. Magali wirft ihm vor, sie gar nicht zu kennen, und eilt wütend fort. Wenig später vertragen sich die beiden, hat Magali doch ein junges Kätzchen gefunden, das sie pflegen will. Er hilft ihr dabei.
Hervé hat die ersten Tage gut überstanden und wird aus der Quarantäne entlassen. Er darf nun im Park spazieren gehen, Post empfangen und telefonieren. Eines Tages ist Pierre verschwunden und wird schließlich betrunken in einem Restaurant gefunden. Vor Hervé gibt er zu, es wahrscheinlich nicht zu schaffen. Hervé wiederum erhält Besuch von seiner Frau, die ihm in Anwesenheit der Therapeuten deutlich macht, dass sie am Ende ihrer Kräfte war und er ihr Leben und das des gemeinsamen Sohnes Thomas zerstört habe – sie seien besser dran ohne ihn. Thomas hat seit einem Jahr nicht mehr mit Hervé geredet und weigerte sich auch, ihn nun in der Anstalt zu besuchen.
Eines Tages findet Hervé Magali weinend vor. Das Kätzchen ist gestorben und sie beerdigen es. Magali macht deutlich, dass sie mit Hervé schlafen will. Als er einwilligt, schickt sie ihn davon. Es folgen weiter Therapiesitzungen. Hervé erzählt aus seinem Leben und von der Beerdigung seines Vaters, die er dazu nutzte, dessen Weinkeller leerzutrinken und vor den Trauergästen sturztrunken zu Boden zu stürzen. Thomas überwindet sich und besucht seinen Vater. Er stellt direkte Fragen, die Hervé ehrlich beantwortet, auch wenn er auf die Frage, warum er trinken musste, keine Antwort geben kann. Beim Gespräch sieht Hervé Magali mit einem fremden Mann fortgehen. Wenig später trifft er sie betrunken an. Der Mann hatte für sie Alkohol in einer Zahnpastatube aufs Gelände geschmuggelt. Magali wird aus der Anstalt geworfen. Kurz darauf verliert Hervé auch noch Pierre, mit dem er sich angefreundet hatte: Pierre spuckt nachts plötzlich Blut und stirbt schließlich kurz darauf im Krankenhaus.
Hervé hat nach drei Wochen zum ersten Mal 24 Stunden lang Freigang. Er geht allein in ein Restaurant, das er eigentlich mit Pierre besuchen wollte. Anschließend verabredet er sich mit Magali in einer Disko. Magali jedoch ist betrunken und aufgedreht. Als sie ihn kurz verlässt, geht er, ohne angebotene Drinks angenommen zu haben. Nach fünf Wochen wird Hervé entlassen. Er resümiert nach einiger Zeit, dass einige seiner Gruppenmitglieder rückfällig geworden sind, andere aber den Absprung geschafft haben. Er selbst ist trocken, Magali jedoch kurze Zeit nach ihrem letzten Treffen spurlos verschwunden.

## Produktion
Le dernier pour la route, dt. etwa Das letzte [Glas] mit auf den Weg (= „Absacker“), war das Regiedebüt von Produzent Philippe Godeau, der auch am Drehbuch beteiligt war und den Film produzierte. Die Produktionskosten beliefen sich auf rund 8,9 Millionen Euro. Das Filmdrama beruht auf dem autobiografischen Roman Le dernier pour la route (2004) von Hervé Chabalier, der ebenfalls am Drehbuch beteiligt war. Er ist zudem kurz als Zugreisender zu Beginn des Films zu sehen. François Cluzet, der bis 2001 selbst Alkoholiker war, lehnte die Hauptrolle zunächst ab, da er im Film die bloße Geschichte eines Trinkers vermutete.
Die Dreharbeiten fanden vom 15. September bis 8. November 2008 in Paris und Aix-les-Bains statt. Die Entziehungsanstalt im Film war in Wirklichkeit das Château de Peyrieu. Die Kostüme schuf Anne Schotte, die Filmbauten stammen von Thérèse Ripaud.
Le dernier pour la route lief am 23. September 2009 in den französischen Kinos an, wo er von rund 435.000 Zuschauern gesehen wurde. Im Januar 2010 erschien der Film in Frankreich auf DVD. Am 12. August 2010 kam er in die Schweizer Kinos. In Deutschland ist er bisher (Stand: November 2014) nicht erschienen.

## Auszeichnungen
Beim César 2010 erhielt Mélanie Thierry den Preis für die Beste Nachwuchsdarstellerin. Der Film wurde für vier weitere Césars nominiert: in den Kategorien Bester Hauptdarsteller (François Cluzet), Bester Nebendarsteller (Michel Vuillermoz), Bestes adaptiertes Drehbuch (Philippe Godeau, Agnès de Sacy) und Bestes Erstlingswerk (Philippe Godeau).